# Spookbruggen van Varsenare
De Spookbruggen van Varsenare waren twee bruggen in de Belgische plaats Varsenare. De bruggen werden gebouwd in 1976 maar werden nooit in gebruik genomen.
Deze bruggen waren de eerste bouwwerken van het toenmalig westelijk tracé van de A17 rond Brugge. In 1977 werd dit plan afgevoerd door de toenmalige minister Guy Mathot na protest van verschillende natuurbewegingen, gemeentebesturen en landbouwers. Deze weg werd nooit aangelegd, waardoor de bruggen verloren in het landschap stonden. Zoals verkeerdelijk in diverse media wordt aangegeven, hadden zij helemaal niets te maken met de verbinding van de A18 naar Calais.

## Over de bruggen
De eerste brug was een viaduct over een nimmer aangelegde weg. De tweede brug was een kokerconstructie over de Spoorlijn 50A. Op de bruggen bevond zich een korte sectie van een volledig ingerichte snelweg inclusief asfalt en geleiderail.

## Afbraak
Vlaams minister van Mobiliteit en Openbare Werken Hilde Crevits besloot om deze bouwblunders te slopen. Op 17 oktober 2011 werd een van de twee spookbruggen afgebroken. De tweede brug werd in 2 dagen (21 en 22 januari 2012) afgebroken.

In de plaats kwam er natuurgebied Kwetshage ter compensatie van het aan te leggen stuk A11.

### Voetnoten
1. ↑  Brugge - Kortrijk - Doornik
2. ↑  Fotoreportage van de spookbruggen
3. ↑  Spookbrug afgebroken in Varsenare (17 oktober 2011), In: Het Nieuwsblad.
4. ↑  TDS, Dit weekend geen treinen tussen Brugge en Oostende. Het Nieuwsblad (19 januari 2012). Geraadpleegd op 21 januari 2012.
5. ↑  Spookbrug in Varsenare wordt afgebroken. Knack (21 januari 2012). Geraadpleegd op 30 januari 2012.
6. ↑  Spookbruggen in Varsenare maken plaats voor natuurgebied. De Standaard (13 augustus 2013). Gearchiveerd op 14 augustus 2013. Geraadpleegd op 13 augustus 2013.